# Salisburyho ostrov
Salisburyho ostrov (rusky Остров Солсбери, anglicky Salisbury Island) je arktický ostrov ve střední části souostroví Země Františka Josefa v Severním ledovém oceánu.
Ostrov s rozlohou 960 km² má tvar protažený ve směru severozápad–jihovýchod. Nejvyšší bod dosahuje 482 m n. m. a prakticky celý povrch ostrova je zaledněn. Patří do části souostroví zvané Zichyho země. Z velké části ho obklopují další ostrovy a volné moře se nachází pouze na západní straně. Na severu sousedí s Zieglerovým ostrovem, na severovýchodě s ostrovem Wiener Neustadt a na jihu s Luigiho a Champovým ostrovem. Na západním pobřeží se nacházejí kolonie alkounů malých.
Ostrov byl pojmenován po R. D. Salisburym (1858–1922), který působil jako profesor geologie na univerzitě v Chicagu a také jako zástupce velitele v polární expedici Roberta Pearyho.

## Sousední malé ostrovy
- Elisabetin ostrov (Остров Елизаветы) je pět kilometrů dlouhý ostrov, který leží asi sedm kilometrů daleko na severozápadě. Je nezaledněný a jeho nejvyšší vrchol dosahuje výšky 121 m n. m.[2] Své jméno dostal po arcivévodkyni Alžbětě Marii Rakouské.
- Blízko u severozápadního pobřeží se nacházejí dva velmi malé Kučinovy ostrovy (Острова Кучина),[2] které byly pojmenovány po ruském polárníkovi Alexandru Kučinovi, který se jako jediný Rus zúčastnil Amundsenovy expedice na lodi Fram k Jižnímu pólu.